# Municipio de San Bautista
El Municipio de San Bautista es uno de los municipios del departamento de Canelones, Uruguay. Tiene como sede la ciudad homónima.

## Ubicación
El municipio se encuentra localizado en la zona norte del departamento de Canelones. Limita al norte con el municipio de San Ramón, al este con el Tala, al sureste con el municipio de San Jacinto, al sur con el de Santa Rosa y al oeste con el municipio de San Antonio.

## Características
El municipio fue creado por ley 18.653 del 15 de marzo de 2010, y forma parte del departamento de Canelones. Su territorio comprende al distrito electoral CPA de ese departamento.
Según la intendencia de Canelones, el municipio cuenta con una población de 4.045 habitantes, lo que representa el 0.8% de la población departamental.
En cuanto a su economía, ésta se basa en la avicultura, albergando importantes empresas, que además de la crianza de aves se dedican a la faena de las mismas. Relacionada con la actividad avícola, se destaca la producción de raciones. También se desarrolla en la zona la agricultura (cereales y cultivos hortícola), así como la producción ganadera (vacunos y ovinos).
Su superficie es de 198 km².
Forman parte de este municipio las siguientes localidades:
- San Bautista
- Castellanos

## Autoridades
Las autoridades del municipio son el alcalde y cuatro concejales.
| Nº | Alcalde          | Partido          | Inicio del mandato | Fin del mandato |  | Observaciones        |
| -- | ---------------- | ---------------- | ------------------ | --------------- |  | -------------------- |
| 1  | Omar Negri       | Partido Colorado | 2010               | Fin del mandato |  | Alcalde elegido      |
| 1  | Omar Negri       | Partido Colorado | julio de 2015      | Fin del mandato |  | Alcalde reelegido    |
| 2  | Francisco Cruces | Partido Colorado | 2017               | 2020            |  | Alcalde en elegido   |
| 3  | Roberto Siriani  | Partido Nacional | 2020               | 2025            |  | Alcalde en ejercicio |
| 4  | Joaquín Farina   | Partido Colorado | 2025               | 2030            |  |                      |